# MESA
MESA (Mainz Energy-Recovering Superconducting Accelerator) ist ein linearer Teilchenbeschleuniger für Elektronenstrahlen am Exzellenzcluster PRISMA der Johannes Gutenberg-Universität Mainz. Seit Juni 2024 sind erste Bestandteile (Elektronenstrahlquelle, Leistungsverstärker) in Betrieb, der Start der wissenschaftlichen Experimente ist für Ende 2025 vorgesehen. Der Beschleuniger soll für  Experimente in der Kern- und Hochenergiephysik genutzt werden, insbesondere sind Präzisionsmessungen des Mischungswinkels der der elektroschwachen Vereinheitlichung und die Suche nach neuen Teilchen mit geringen Massen geplant.
MESA kann sowohl im externen Strahlmodus als auch im sogenannten ERL (Energy Recovery Linac) Betriebsmodus betrieben werden, wobei letzterer besonders energiesparend arbeitet. Der Betriebs-Gleichstromstrahlstrom und die Energie betragen 0,15 mA mit polarisierten Elektronen bei 155 MeV. Im ERL-Modus steht ein polarisierter Strahl von 1 mA bei 105 MeV zur Verfügung. In einer späteren Bauphase von MESA soll der Strahlstrom im ERL-Modus auf 10 mA für unpolarisierte Elektronen erhöht werden.
MESA ist soll der weltweit erste Beschleuniger werden, der die Multiturn-Energierückgewinnung in einem supraleitenden Umfeld einsetzt und soll auch als Testumgebung für andere Großanlagen weltweit dienen.

## Geplante Experimente am MESA-Beschleuniger
- P2 Experiment:[6] Ziel ist die Bestimmung des schwachen Mischungswinkels mit einer Präzision von 0,15 % bei einem Viererimpulsübertrag von 0,00045 GeV2.
- Magix Experiment:[7] Das Experiment ist für präzise Messungen von Observablen von Nukleonen im Niedrigenergiebereich konzipiert, insbesondere für die Formfaktoren des Protons bei geringen Viererimpulsübertragungen.
- DarkMESA Experiment:[8] Das Experiment ist für die Detektion von leichter Dunkler Materie (LDM) konzipiert, die im einfachsten Modell mit einem massiven Vektorpartikel, dem dunklen Photon γ', koppelt.